# بانيوس دي مونتيمايور
بلدية بانيوس دي مونتيمايور (بالإسبانية: Baños de Montemayor)‏، هي بلدية تقع في مقاطعة قصرش والتي تقع في منطقة إكستريمادورا، غرب إسبانيا.
يبلغ عدد سكانها 718 نسمة وفقاً لإحصائية سنة (2002).